# Robert Patterson Clark Wilson
Robert Patterson Clark Wilson (* 8. August 1834 in Boonville, Cooper County, Missouri; † 21. Dezember 1916 in Kansas City, Missouri) war ein US-amerikanischer Politiker. Zwischen 1889 und 1893 vertrat er den Bundesstaat Missouri im US-Repräsentantenhaus.

## Werdegang
Noch in seiner Jugend kam Robert Wilson mit seinen Eltern in das Platte County. Er besuchte das William Jewell College in Liberty und danach bis 1853 das Centre College in Danville (Kentucky). Nach einem anschließenden Jurastudium und seiner 1854 erfolgten Zulassung als Rechtsanwalt begann er ab 1855 in Seguin (Texas) in seinem neuen Beruf zu arbeiten. Im Jahr 1858 kehrte er nach Missouri zurück, ehe er 1860 nach Leavenworth im Kansas-Territorium zog. Politisch war Wilson Mitglied der Demokratischen Partei. Zwischen März und Juni 1861 saß er im Repräsentantenhaus von Kansas. Anschließend kehrte er wieder nach Missouri zurück. In den Jahren 1871 und 1872 war er Abgeordneter und Speaker im dortigen Repräsentantenhaus. Von 1879 bis 1880 gehörte er auch dem Senat von Missouri an. Im Jahr 1888 war Wilson Delegierter zur Democratic National Convention in St. Louis, auf der Präsident Grover Cleveland zur letztlich erfolglosen Wiederwahl nominiert wurde. Damals war er auch Vorsitzender des Schulausschusses der Stadt Platte City.
Nach dem Tod des Kongressabgeordneten James Nelson Burnes wurde zunächst Charles F. Booher als dessen Nachfolger in das US-Repräsentantenhaus in Washington, D.C. gewählt. Dieser beendete bis zum 3. März 1889 die laufende Legislaturperiode. Da aber der verstorbene Burnes zum Zeitpunkt seines Todes am 23. Januar 1889 bereits für die am 4. März 1889 beginnende Legislaturperiode gewählt worden war, wurde eine weitere Nachwahl für diese Amtszeit notwendig. Bei dieser Wahl wurde Robert Wilson in den Kongress gewählt, wo er am 2. Dezember 1889 sein neues Mandat antrat. Nach einer Wiederwahl konnte er bis zum 3. März 1893 im Kongress verbleiben. Ab 1891 war er Vorsitzender des Pensionsausschusses.
Nach seinem Ausscheiden aus dem US-Repräsentantenhaus praktizierte Robert Wilson als Anwalt in Platte City, wo er am 21. Dezember 1916 auch verstarb.